# Pomnik Katyński w Radomiu
Pomnik Katyński w Radomiu – w latach 1981–1990 brzozowy krzyż, a od 1990 r. granitowy monument w hołdzie ofiarom Katynia ulokowany przy głównej alei cmentarza rzymskokatolickiego w Radomiu, nieopodal rzeźby „Anioła Ciszy” zdobiącej grób Konstantego Mireckiego, w bezpośrednim sąsiedztwie Pomnika Pamięci Radomian Pomordowanych w Hitlerowskich Obozach Koncentracyjnych oraz Pomnika Pamięci Więźniów Politycznych Okresu Stalinowskiego i Sybiraków.

## Historia
W nocy z 30 października na 1 listopada 1981 r., z inicjatywy i pod przywództwem lidera KPN i wiceprzewodniczącego NSZZ „Solidarność” Jacka Jerza radomska Konfederacja Polski Niepodległej wykonała i ustawiła w głównej alei cmentarza rzymskokatolickiego wykonany z konarów brzozowych (nawiązujący w ten sposób do brzozowych lasów w miejscach straceń) krzyż w hołdzie ofiarom Katynia. Na krzyżu zamieszczono tablicę z napisem:
zaś po jego lewej stronie dodatkowo blaszaną tabliczkę z napisem:
W odróżnieniu od podobnych inicjatyw w innych miastach bezzwłocznie niszczonych przez SB (np. krzyż ustawiony z inicjatywy ks. Stefana Niedzielaka na Cmentarzu Wojskowym na warszawskich Powązkach usunięto jeszcze tego samego dnia), radomski Krzyż Katyński uniknął zniszczenia i jako jedyny w kraju przetrwał stan wojenny i cały okres PRL. Przyczyniła się do tego zapewne umiejętnie wybrana data ustawienia i lokalizacja, gdyż tłumy radomian odwiedzających nekropolię w dniu Wszystkich Świętych i w dniach kolejnych uniemożliwiły SB interwencję, wieść o istnieniu krzyża zdążyła w tym czasie obiec całe miasto, a wokół niego zaczęto regularnie zapalać tysiące zniczy. Obok Pomnika Czerwca '76, w latach '80 krzyż ten stał się jednym z najważniejszych miejsc pamięci w Radomiu i wyznaczył godne miejsce w centrum radomskiej nekropolii, w którym w 1990 r. zastąpił go obecny monument.
Granitowy pomnik w jego obecnej postaci został zaprojektowany przez architekta Jacka Kapustę i wykonany w radomskim zakładzie kamieniarskim Szczepana Kowalskiego. Jego odsłonięcie miało miejsce w dniu 17 września 1990 r., w 51 rocznicę napaści sowieckiej na Polskę w 1939 r.

## Opis
Podstawę obecnego monumentu stanowi wielki polny głaz, na którym umieszczone są trzy kolumny z szarego granitu, z wygrawerowanymi napisami „OSTASZKÓW”, „KOZIELSK” oraz „STAROBIELSK”. Na kolumnach wsparty jest mniejszy, nierówno ciosany, granitowy głaz z poziomym napisem „KATYŃ”. Całość wieńczą trzy elementy: pośrodku granitowy krzyż, a po obu jego bokach granitowe ostro zakończone kolumny z mosiężnym godłem Polski (po lewej) oraz krzyżem z wpisanym weń znakiem Polski Walczącej (po prawej).
Na stanowiącym podstawę pomnika głazie znajduje się mosiężna tablica z napisem:
W późniejszych latach przed pomnikiem dodatkowo ulokowano granitową tablicę, na której zamieszczono następujący napis: